# 3-metil-2-oksobutanoat dehidrogenaza (feredoksin)
3-metil-2-oksobutanoat dehidrogenaza (feredoksin) (EC 1.2.7.7, 2-ketoizovalerat feredoksinska reduktaza, 3-metil-2-oksobutanoatna sintaza (feredoksin), VOR, reduktaza ketokiselinskog feredoksina razgranatog lanca, reduktaza oksokiselinskog feredoksin razgranatog lanva, keto-valin-feredoksin oksidoreduktaza, ketoizovalerat feredoksinska reduktaza, 2-oksoizovalerat feredoksinska reduktaza) je enzim sa sistematskim imenom 3-metil-2-oksobutanoat:feredoksin oksidoreduktaza (dekarboksilacija; KoA-2-metilpropanoilacija). Ovaj enzim katalizuje sledeću hemijsku reakciju
3-metil-2-oksobutanoat + KoA + 2 oksidovani feredoksin {\displaystyle \rightleftharpoons } S-(2-metilpropanoil)-KoA + CO2 + 2 redukovani feredoksin + H+
Ovaj enzim je jedan od četiri 2-oksokiselinske oksidoreduktaze koji se razlikuju po njihovoj sposobnosti da oksidativno dekarboksilišu različite 2-oksokiseline i formiraju KoA derivate, cf. EC 1.2.7.1, piruvat sintaza; EC 1.2.7.3, 2-oksoglutarat sintaza i EC 1.2.7.8, indolpiruvat feredoksin oksidoreduktaza). Ovaj enzim je KoA-zavistan i sadrži tiamin difosfat u gvožđe-sumporne klastere. On preferentno koristi 2-okso-kiselinske derivate aminokiselina razgranatog lanca, npr. 3-metil-2-oksopentanoat, 4-metil-2-okso-pentanoat, 2-oksobutirat i 3-metiltiopropanamin.

## Literatura
- Nicholas C. Price; Lewis Stevens (1999). Fundamentals of Enzymology: The Cell and Molecular Biology of Catalytic Proteins (Third изд.). USA: Oxford University Press. ISBN 019850229X.
- Eric J. Toone (2006). Advances in Enzymology and Related Areas of Molecular Biology, Protein Evolution (Volume 75 изд.). Wiley-Interscience. ISBN 0471205036.
- Branden C; Tooze J. Introduction to Protein Structure. New York, NY: Garland Publishing. ISBN 0-8153-2305-0.
- Irwin H. Segel. Enzyme Kinetics: Behavior and Analysis of Rapid Equilibrium and Steady-State Enzyme Systems (Book 44 изд.). Wiley Classics Library. ISBN 0471303097.
- William P. Jencks (1987). Catalysis in Chemistry and Enzymology. Dover Publications. ISBN 0486654605.

## Spoljašnje veze
- 3-methyl-2-oxobutanoate+dehydrogenase+(ferredoxin) на 